# Krajowy Depozyt Papierów Wartościowych
Krajowy Depozyt Papierów Wartościowych (KDPW) – spółka akcyjna, centralna instytucja odpowiedzialna za prowadzenie i nadzorowanie systemu depozytowo-rozliczeniowego w zakresie obrotu instrumentami finansowymi w Polsce. Obrót ten jest prowadzony na zasadzie całkowitej dematerializacji papierów wartościowych. KDPW prowadzi rejestrację papierów wartościowych oraz zajmuje się rozrachunkiem transakcji na rynku regulowanym i poza rynkiem regulowanym (m.in. na GPW, BondSpot, NewConnect, Catalyst). Jej akcjonariuszami w równych częściach są Skarb Państwa, Giełda Papierów Wartościowych SA oraz NBP.
KDPW funkcjonuje w formie spółki akcyjnej od listopada 1994, natomiast od 1991 r. funkcjonował jako część Giełdy Papierów Wartościowych.

## Funkcje Krajowego Depozytu Papierów Wartościowych
- Rozrachunek transakcji zawartych na publicznym rynku papierów wartościowych. W wyniku zawarcia transakcji Krajowy Depozyt dokonuje krajowych i zagranicznych transferów papierów pomiędzy kontami depozytowymi uczestników oraz realizuje przelewy pieniężne pomiędzy rachunkami Uczestników w banku rozliczeniowym.
- Nadawanie kodów ISIN, CFI oraz FISN papierom wartościowym każdej emisji.
- Nadawanie kodów LEI podmiotom zaangażowanym na rynku instrumentów pochodnych.
- Rejestrowanie oraz przechowywanie instrumentów finansowych podlegających dematerializacji. Krajowy Depozyt prowadzi konta depozytowe dla uczestników systemu depozytowo-rozliczeniowego, na których zapisywane są papiery wartościowe.
- Realizacja zobowiązań emitentów wobec właścicieli papierów wartościowych. Krajowy Depozyt pośredniczy pomiędzy emitentami a ich właścicielami w wypłacie dywidendy (w przypadku akcji) oraz dokonuje w imieniu krajowych i zagranicznych emitentów, m.in.: asymilacji, zamiany, konwersji i podziału akcji, realizuje prawa poboru, czy zamiany obligacji zamiennych na akcje.
- Nadzór nad zgodnością wielkości emisji papierów wartościowych znajdujących się w obrocie. KDPW kontroluje zgodność liczby papierów wartościowych zapisanych na wszystkich kontach uczestników z liczbą papierów wartościowych wyemitowanych przez emitentów.
- Tworzenie połączeń operacyjnych (tzw. linków), dzięki którym możliwy jest rozrachunek transakcji zagranicznych spółek notowanych na GPW w formule dual-listing.
- Zarządzanie obowiązkowym Systemem Rekompensat. Krajowy Depozyt zarządza Systemem Rekompensat utworzonym w celu gwarantowania środków pieniężnych i papierów wartościowych znajdujących się na rachunkach inwestycyjnych w przypadku upadłości domów maklerskich i banków prowadzących rachunki papierów wartościowych.
- Działalność w charakterze Zatwierdzonego Mechanizmu Sprawozdawczego (ARM – Approved Reporting Mechanism), polegająca na przekazywaniu do organu nadzoru informacji o szczegółach transakcji zawieranych w obrocie instrumentami finansowymi, w imieniu podmiotów, na które obowiązek dokonywania takich zgłoszeń nakłada rozporządzenie MiFIR[3].
- Zadania związane z systemem zabezpieczenia społecznego. KDPW obsługuje wypłaty transferowe pomiędzy otwartymi funduszami emerytalnymi – w wyniku zmiany funduszu przez uczestnika lub podziału środków w nim zgromadzonych. Zarządza też obowiązkowym funduszem gwarancyjnym, tworzonym ze składek powszechnych towarzystw emerytalnych, gwarantującym wypłatę świadczeń członkom funduszy.

## Izba rozliczeniowa KDPW_CCP
1 lipca 2011 Krajowy Depozyt przekazał rozliczenia transakcji spółce zależnej – KDPW_CCP, która zgodnie z międzynarodowymi standardami pełni funkcję centralnego kontrpartnera, prowadząc rozliczenia transakcji z zastosowaniem szeregu mechanizmów pozwalających na systemowe obniżenie ryzyka niewywiązania się stron ze zobowiązań wynikających z zawartych transakcji. Kapitał KDPW_CCP w wysokości 228 mln zł może zostać wykorzystany w ramach systemu gwarantowania rozliczeń. 8 kwietnia 2014 KDPW_CCP uzyskała autoryzację dla rozliczeń w PLN zgodnie z unijnym rozporządzeniem European Market Infrastructure Regulation (EMIR). 22 sierpnia 2016 Komisja Nadzoru Finansowego rozszerzyła autoryzację KDPW_CCP o rozliczenia w walucie EUR. Dzięki temu możliwe jest także wnoszenie zabezpieczeń przez uczestników izby w formie środków pieniężnych w EUR oraz obligacjach nominowanych w europejskiej walucie.

## Repozytorium Transakcji w KDPW – KDPW_TR
2 listopada 2012 Krajowy Depozyt Papierów Wartościowych uruchomił usługę repozytorium transakcji (KDPW_TR). To odpowiedź KDPW na Rozporządzenie EMIR. Wprowadza ono obowiązek raportowania kontraktów pochodnych do repozytorium transakcji, niezależnie od rynku, na którym zostały one zawarte. Obowiązek ten dotyczy podmiotów prawnych zawierających kontrakty pochodne, nie dotyczy natomiast osób fizycznych. Rozporządzenie określa również zasady funkcjonowania repozytoriów oraz procedurę ich rejestracji w ESMA (Europejski Urząd Nadzoru Giełd i Papierów Wartościowych).
7 listopada 2013 ESMA zarejestrował Repozytorium Transakcji w KDPW (obok 3 innych repozytoriów), stwierdzając tym samym, że spełnia ono wszelkie wymagania stawiane repozytoriom zgodnie z wymogami rozporządzenia EMIR.